# География на Йемен
Йемен е държава, разположена в Югозападна Азия, заемаща крайните южни части на Арабския полуостров, архипелага Сокотра (реално част от Африка) в Индийския океан и множество малки острови в Червено море.

## Географско положение, граници, големина, брегове
На север Йемен граничи със Саудитска Арабия (дължина на границата 1090 km), а на североизток с Оман 310 km. Обща дължина на сухоземните граници 1400 km. На запад има 850 km брегова линия с Червено море, а на юг 1230 km брегова линия с Аденския залив на Арабско море. Обща дължина на бреговата ивица 2080 km. В тези си граници Йемен заема площ от 536 870 km². От запад на изток се простира на 1100 km, а от север на юг на 550 km. Бреговете на Червено море са слабо разчленени, на места обградени с коралови рифове и множество малки острови – Перим (13 km², Барим, в протока Баб ел-Мандеб), Камаран (57 km²), Аз Зубайр, Зукар, Ал-Ханиш ал-Кабир и др. На юг бреговете на Аденския залив са предимно ниски, на места стръмни, праволинейни с най-голям и широко отворен залив Камар. Южно от Арабския полуостров във водите на Индийския океан към Йемен принадлежи архипелага Сокотра, включващ големия остров Сокотра, остров Абд ал-Кури и о-вите Бротърс (Ал Ихван). Население на 1.1.2021 г. 30 550 000 души. Столица град Сана.
Територията на Йемен се простира между 12°06′ и 19°00′ с.ш. и между 42°06′ и 54°32′и.д. Крайните точки на страната са следните:
- крайна северна точка – (19°00′00″ с. ш. 52°00′00″ и. д. / 19° с. ш. 52° и. д.), на границата с Оман и Саудитска Арабия (немаркирана).
- крайна южна точка – континентална (12°35′36″ с. ш. 43°56′37″ и. д. / 12.593333° с. ш. 43.943611° и. д.), на брега на Арабско море; островна (12°06′29″ с. ш. 53°18′13″ и. д. / 12.108056° с. ш. 53.303611° и. д.), о. Дарсах в Арабско море.
- крайна западна точка – континентална (15°14′00″ с. ш. 42°35′55″ и. д. / 15.233333° с. ш. 42.598611° и. д.), на брега на Червено море; континентална (15°07′32″ с. ш. 42°05′44″ и. д. / 15.125556° с. ш. 42.095556° и. д.), безименна скала от о-вите Аз Зубайр в червено море
- крайна източна точка – континентална (16°39′00″ с. ш. 53°06′33″ и. д. / 16.65° с. ш. 53.109167° и. д.), на брега на Арабско море, на границата с Оман; континентална (12°32′34″ с. ш. 54°32′03″ и. д. / 12.542778° с. ш. 54.534167° и. д.), нос Мами, но остров сокотра.

## Природа

### Релеф, полезни изкопаеми
Западната част на страната се заема от силно разчленената планинска земя (Джабел), състояща се от планината Асир (връх Разих 3200 m) на север и обширно, високо (до 2000 – 3000 m) и силно разчленено от дълбоки сухи долини плато на юг, което на запад и юг се спуска стъпаловидно със силно ерозирали склонове. Има множество угаснали вулкани. Максимална височина връх Наби Шуайб 3660 m, издигащ се на 40 km западно от столицата Сана. На изток платото рязко се понижава чрез ясно изразени отстъпи и преминава в пустинята Руб ал-Хали. На запад, покрай бреговете на Червено море се простира широката 50 – 60 km крайбрежната пясъчна и солончакова пустинна низина Тихама. Южните части на страната също са заети от планини (връх Адаран 2508 m), изградени предимно от вулканични скали и еоценски варовици. На север те постепенно се понижават към пустинята Руб ал-Хали, а на юг се спускат стръмно към пустинната крайбрежна равнина (покрай бреговете на Аденския залив), широка до 50 km и на места разделена от ниски възвишения и угаснали вулкани. В най-източните части на Йемен преобладават пластовите възвишения с височина до 1000 m. В страната има находища на каменна сол (в района на Салиф), алабастър, полускъпоцинни камъни (ахат, халцедон, яспис), мрамор, варовик и др.

### Климат, води
Климатът на Йемен е тропичен, в по-голямата част от страната сух, като малкото количество валежи са предимно през лятото. Средната годишна януарска температура по крайбрежието на Червено море е около 20°С, по крайбрежието на Аденския залив около 25°С, а в столицата Сана (на височина около 2400 m) – 13,7°С. От декември до февруари се наблюдават и дни с температури около и под 0°С. Средните юлски температури са съответните места са 30°С, 32°С и 21°С. Годишната сума на валежите варира от 40 mm в Аден, 700 mm по южните склонове на планините обърнати към Аденския залив, до над 1000 mm в планинската земя Джабел. Постоянни реки има само в най-високите планински части (Мур, Сихам, Забид, Тубан, Бана), които в долните си течения пресъхват. В останалите райони има само дълбоки речни корита (Масила, Хувайра и др.), по-които вода протича само по време на летните мусонни дъждове.

### Почви, растителност, животински свят
Почвите са предимно планински червено-кафяви, пустинни и частично засолени. Големи участъци от планините са почти лишени от растителност, като на места се срещат разредени участъци от кактуси и бодливи храсти. Най-високите райони на Джабел са заети от сухи степи, тук-таме с отделни редки горички от акации и комифори. В дълбоките речни долини виреят листопадни и вечнозелени дървесно-храстови формации. В оазисите се отглеждат финикова и кокосова палми. Характерните животни в Йемен са арабска газела, диво магаре онагра, хиена, вълк, лисица, дива котка, леопард, мантиест павиан, даман и др.